# Victorine Farrenc
Pour les articles homonymes, voir Farrenc.
Victorine Farrenc est une pianiste et compositrice française née Victorine-Louise Farrenc le 23 février 1826 à Paris et morte le 3 janvier 1859 à Versailles. Elle est la fille unique d'Aristide Farrenc et de Louise Farrenc.

## Biographie
Victorine Farrenc nait le 23 février 1826 à Paris dans une famille de musiciens. Sa mère, Louise Farrenc est une pianiste et compositrice et son père Aristide Farrenc est un flûtiste, musicologue et éditeur de musique.
Elle commence l'étude de la musique dès ses cinq ans, sous la direction de sa mère, et montre rapidement des facilités,. Elle entre au Conservatoire de Paris en janvier 1843 dans la classe de sa mère, professeure de piano de 1842 à 1872,. Victorine obtient dès sa première année un premier accessit et l'année suivante un premier prix de piano,. La base de son répertoire est Le Clavier bien tempéré de Bach ainsi que les sonates et concertos de Beethoven.
En 1845, elle se produit en soliste à Bruxelles dans le Concerto pour piano no 5 de Beethoven (connu aussi sous le nom de « Concerto L'Empereur »), ainsi que dans la salle du Conservatoire à Paris, où son interprétation est remarquée : un critique signale une exécution « de manière supérieure ». 
Dans les pas de sa mère elle commence alors à composer, plusieurs mélodies pour voix et piano et quelques pièces de caractère pour piano. Mais sa carrière est freinée par une maladie nerveuse, qu'elle contracte vers ses 20 ans. Elle meurt des suites de cette maladie, après une douzaine d'années de longues souffrances le 3 janvier 1859 à Versailles.

## Œuvres
- 6 Mélodies avec accompagnement de piano, recueil publié à compte d'auteur[13]
- Le bonnet vert, romance manuscrite[14]
- Je n'en sais rien, ma foi !, chansonnette manuscrite[15], datée du 30 mai 1847
- Romance pour le piano-forte[16]